# Rajnagar (underdistrikt i Bangladesh)
Rajnagar är ett underdistrikt i Bangladesh. Det ligger i den östra delen av landet, 180 km nordost om huvudstaden Dhaka.
I omgivningarna runt Rajnagar växer huvudsakligen savannskog. Runt Rajnagar är det tätbefolkat, med 819 invånare per kvadratkilometer.